# Аткинс, Сэмюэл
Сэмюэл Декостер Аткинс (англ. Samuel DeCoster Atkins; 1910, Мадисон, Нью-Джерси, США — 20 марта 2002, Помона, Калифорния, США) — американский лингвист и индолог, профессор и заведующий кафедрой классической филологии Принстонского университета (1961—1978). Область научных интересов: эллинистическая литература, греческий язык и литературный критицизм греческих и латинских текстов, ведийская филология и индоевропейская лингвистика.

## Биография
Сэмюэл Аткинс родился в 1910 году в городе Мадисон (штат Нью-Джерси, США). После окончания старшей школы, поступил в Принстонский университет, где за академические успехи в первый год учёбы получил премию Джорджа Вуда. Аткинс окончил Принстон в 1931 году, а в 1935 году там же получил докторскую учёную степень по востоковедению, защитив диссертацию на тему «Пушан в Ригведе». Затем в течение двух лет Аткинс преподавал в Бэйлорском университете в Техасе. В 1937 году Аткинс вернулся в Принстон, но его академическая карьера на четыре года была прервана Второй мировой войной: с марта 1942 по июнь 1946 года он служил специалистом связи в ВМС США. В 1946 году Аткинс вернулся к гражданской жизни в звании коммандера. Спустя четыре года началась Корейская война. Аткинс снова прервал свою научную деятельность в Принстоне и в течение 17 месяцев проходил службу в американском флоте.
В 1959 году Аткинс отправился в Таиланд, где в течение года занимался исследованием применения принципов современной лингвистики к преподаванию английского как второго языка. В 1962 году Аткинс был назначен профессором классической филологии Принстонского университета. Параллельно Аткинс преподавал санскрит на кафедре восточно-азиатских исследований. Многие годы был активным членом Американской филологической ассоциации, возглавляя в этой организации Комитет по обучению и тенденциям в образовании.
В 1978 году Аткинс ушёл на пенсию и переехал жить в город Помона в Калифорнии, где и умер 20 марта 2002 года. Аткинса пережили его жена Дженетт, трое детей (Сэмюэл Аткинс-младший, Боуман Аткинс и Памела Ибрахим), шесть внуков и пять правнуков.
В 1941 году докторская диссертация Аткинса, «Pusan in the Rig-Veda», вышла в виде монографии.

## Публикации
Статьи и рецензии Аткинса публиковались в таких научных журналах, как The Journal of the American Oriental Society, Language, Classical Weekly и The Journal of English and Germanic Philology.
- Atkins S. D. The RV dyáus-paradigm and the Sievers-Edgerton law // Journal of the American Oriental Society, 1968, v. 88, № 4, p. 679—709 DOI: 10.2307/598114
- Atkins S. D. Puṣan in the Sāma, Yajur, and Atharva Vedas // Journal of the American Oriental Society, 1947 Vol. 67, No. 4, pp. 274—295 DOI: 10.2307/596065
- Atkins S. D. The Meaning of Vedic pá̄jas // Journal of the American Oriental Society, 1965. Vol. 85, No. 1, pp. 9-22 DOI: 10.2307/597698
- Atkins S. D. The Meaning of Vedic aktú // Journal of the American Oriental Society, 1950 Vol. 70, No. 1, pp. 24-40 DOI: 10.2307/595431
- Maurice Kelley, Samuel D. Atkins Milton’s Annotations of Aratus// PMLA, 1955. Vol. 70, No. 5, pp. 1090—1106 DOI: 10.2307/459889
- Atkins S. D. Review // The Classical World, 1958. Vol. 51, No. 8. pp. 244—245. DOI: 10.2307/4344062
- Atkins S. D. Review // Language, 1954. Vol. 30, No. 2. pp. 287—292. DOI: 10.2307/410273